# ريمون أوكونور
ريمون أوكونور (بالإنجليزية: Raymond O'Connor)‏ (28 يناير 1913 في المملكة المتحدة - 1980 في المملكة المتحدة) هو لاعب كرة قدم بريطاني (وحمل سابقاً جنسية المملكة المتحدة لبريطانيا العظمى وأيرلندا) في مركز نصف الجناح. لعب مع نادي بورتسموث ونادي غيلينغهام وJarrow F.C. ‏ ونادي مانسفيلد تاون ودارلينجتون إف سى.